# میکا اسلوات
میکا اسلوات (انگلیسی: Micah Sloat؛ زادهٔ ۸ مهٔ ۱۹۸۱) یک هنرپیشه اهل ایالات متحده آمریکا است. وی از سال ۲۰۰۲ میلادی تاکنون مشغول فعالیت بوده‌است.

## گزیده فیلمشناسی
از فیلم‌ها یا برنامه‌های تلویزیونی که وی در آن نقش داشته‌است می‌توان به آثار زیر اشاره کرد.
- فعالیت فراطبیعی (۲۰۰۷)
- فعالیت فراطبیعی ۲ (۲۰۱۰)
- فعالیت فراطبیعی: نشانه‌گذاری شده‌ها (۲۰۱۴)